# Back Home Tour
Back Home Tour là chuyến lưu diễn nhằm quảng bá cho album Back Home (2007) của ban nhạc nam Ireland Westlife. Chuyến lưu diễn đi qua Vương quốc Anh, Ireland và New Zealand.

## Setlist
1. "Hit You with the Real Thing"
2. "World of Our Own"
3. "Something Right"
4. "What Makes a Man"
5. "Uptown Girl" (với mở đầu acapella)
6. "The Easy Way"
7. "If I Let You Go" (có các đoạn từ "Where Is the Love?")
8. "Mandy"
9. Liên khúc:
  1. "SexyBack"
  2. "Blame It on the Boogie"
  3. "Get Down on It"
  4. "I'm Your Man"
  5. "Let Me Entertain You"
10. "I'm Already There"
11. Liên khúc:
  1. "Unbreakable"
  2. "Queen of My Heart"
  3. "Fool Again"
12. "Catch My Breath"
13. "Home"
14. "Us Against The World"
15. "Swear It Again"
16. "Flying Without Wings"

Thêm
1. "When You're Looking Like That"
2. "You Raise Me Up" (có các đoạn từ "My Heart Will Go On")

Ghi chú:
- My Love được biểu diễn vào ngày 25 tháng 2 tại Belfast.

## Các chương trình bị huỷ bỏ
Một tờ báo ở Na Uy vào ngày 26 tháng 2 có đưa tin buổi biểu diễn của nhóm ở Na Uy ngày 26 tháng 5 đã bị huỷ bỏ do sức ép thời gian và vấn đề đi lại. Tiếp sau đó là những chuyến lưu diễn 25 tháng 5 ở Đan Mạch, 28 tháng 8 ở Đức và 29 tháng 5 ở Hà Lan cũng đã bị huỷ bỏ. Cả hai show diễn ở Nottingham và Cardiff ngày 19 & 20 tháng 5 đã lần lượt bị huỷ bỏ do Shane and Nicky bị ốm và phải nghỉ ngơi theo lời khuyên của bác sĩ.

## DVD hòa nhạc trực tiếp

### Danh sách track
|    | Tựa đề                                         | Thời lượng |
| -- | ---------------------------------------------- | ---------- |
| 01 | Introduction Music/Hit You with the Real Thing | 04:45      |
| 02 | World of Our Own                               | 03:51      |
| 03 | Something Right                                | 05:05      |
| 04 | What Makes A Man                               | 04:11      |
| 05 | Uptown Girl                                    | 03:23      |
| 06 | The Easy Way                                   | 03:29      |
| 07 | If I Let You Go                                | 03:39      |
| 08 | Mandy                                          | 03:44      |
| 09 | Sexyback/Blame It on the Boogie                | 03:49      |
| 10 | Get Down on It                                 | 01:55      |
| 11 | I'm Your Man                                   | 02:46      |
| 12 | Let Me Entertain You                           | 03:06      |
| 13 | I'm Already There                              | 06:38      |
| 14 | Unbreakable                                    | 02:13      |
| 15 | Queen of My Heart                              | 02:05      |
| 16 | Fool Again                                     | 01:22      |
| 17 | Catch My Breath                                | 05:59      |
| 18 | Home                                           | 03:37      |
| 19 | Us Against The World                           | 06:15      |
| 20 | Swear It Again                                 | 11:59      |
| 21 | Flying Without Wings                           | 11:03      |
| 22 | When You're Looking Like That                  | 05:07      |
| 23 | My Heart Will Go On/You Raise Me Up            | 06:57      |
| 24 | End Credits                                    | 01:27      |
| 25 | The Road Home Documentary                      | 30:12      |
| 26 | Us Against the World                           | 03:57      |
| 27 | Flying Without Wings                           | 03:44      |
| 28 | When You're Looking Like That                  | 03:59      |
| 29 | Bop Bop Baby                                   | 04:28      |
| 30 | Obvious                                        | 03:38      |
| 31 | Unbreakable                                    | 04:32      |
| 32 | You Raise Me Up                                | 04:00      |
| 33 | World of Our Own                               | 03:31      |
| 34 | What Makes A Man                               | 03:43      |
| 35 | I Lay My Love on You                           | 03:29      |